# بخش کوشامن
بخش کوشامن (به اسپانیایی: Departamento Cushamen) یک منطقهٔ مسکونی در آرژانتین است که در استان چوبوت واقع شده‌است. بخش کوشامن ۱۶٬۲۵۰ کیلومتر مربع مساحت و ۱۷٬۱۳۴ نفر جمعیت دارد.